# Teleks
Teleks est un groupe finlandais de pop rock.

## Discographie

### Albums
- 2003 : Siivet
- 2004 : Viimeinen Sammuttaa Valot
- 2006 : Taivas on täynnä